# Archaeopodagrion armatum
Archaeopodagrion armatum là loài chuồn chuồn trong họ Megapodagrionidae. Loài này được Tennesen & Johnson mô tả khoa học đầu tiên năm 2009.